# Вјекослава Бештак
Вјекослава Бештак (1932 — 24. октобар 2013) била је хрватска глумица која је била водитељка две телевизијске емисије.
С ТВ водитељом Робертом Књазом сарађивала је више од пет година и он ће је, по сопственим речима, увек памтити по њеном ведром духу и лепим речима које је имала за свакога. Откако је Књаз Вјекославу ангажовао у својим емисијама први је пут летела авионом, а носила је и модну ревију у Милану. На пијаци је радила од своје дванаесте године. У почетку је на Бранимирову пијацу ишла коњима као и сви остали. На Трешњевачком плацу радила је више од 30 година.

## Водитељске улоге
- Колеџицом по свијету
- Највећи хрватски мистерији